# 可可西里 (電影)
《可可西里》是2004年陆川执导的第二部电影作品。讲述1993年到1996年由队长日泰带领的青海可可西里志愿巡山队在可可西里追捕盗猎藏羚羊分子并最终战死的故事。
影片由于美国哥倫比亞影業与华谊兄弟影视公司投资。导演陆川从2002年开始创作剧本。2003年7月，剧组在青海省玉树州称多县歇武镇搭建的部分场景因泥石流被冲毁。正式开机因此推迟至8月15日。除玉树州外，拍摄地还有格尔木、冷湖、布喀达坂峰等地。影片未选用明星演员。除了饰演日泰的多布杰外，其余主要角色起用青年演员。拍摄手法像一部纪录片一样，以一个随队采访记者的角度真实而不加修饰地拍下来。影片在海拔4700多米的高原上拍摄。他们经历并克服了重重困难，使得无人区自然环境的荒凉与恶劣，猎杀藏羚羊分子的凶残与巡山队的辛苦付出的真实事件得以展现在观众眼前。
它获得第41届金马奖最佳剧情片和第25届香港電影金像獎最佳亞洲電影奖等数个奖项。

## 剧情
巡山队员强巴被盗猎者抓获，在目睹盗猎者杀害藏羚羊后反抗，并在盗猎者开始剥羊皮时被处死。此事轰动全国，记者尕玉（张磊饰）被派往可可西里采访巡山队。他找到队长日泰（多布杰饰，原型为索南达杰）并观看了强巴的天葬。
尕玉开始跟随日泰采访。他们进山后先在公路设卡，截下了一辆卡车，在司机的衣服里找到了藏羚羊皮。巡山队缴获了衣服，告诉尕玉他们没有办法抓这些帮盗猎者带“皮子”的人，因为他们这种人太多了。而那些带皮子的人，也是一副无所谓的表情。第二天巡山队前往不冻泉保护站，遇到了曾经当兵的队员阿旺（更嘎巴德饰）。由于人手不够，阿旺在保护站一个人一住就是三年。阿旺看到大家很高兴，但他直到队长告诉他，他才知道强巴死了。虽然很悲痛，但队员们仍然很开心地跳了一支舞。
队长一直提醒队员要小心，每次队员间离别时都会用藏语互道“保重”。第三天在卓乃湖，巡山队发现了四五百具藏羚羊尸骨。队长大骂“混蛋”，火化、埋葬并念经超度藏羚羊。他们在湖上发现没有捕捞证的一对人，粗暴询问下没有套取到有用信息，只得罚款。
第七天在楚玛尔河，他们抓获了马占林（马占林饰）一家和其他部分偷猎者，甚至失手射死了一个小伙子，队长为他超度。而后队员又粗暴讯问，尕玉甚至一度想阻止，最后问出了枪手已经逃走。尕玉在与马占林的谈话中了解到：马占林原是牧民，因土地荒漠化不得已帮偷猎者剥皮，一张皮5元钱。他说得很轻松。
第十天马占林带着三个儿子逃走，追来的队员患了肺水肿。被抓获的马占林主动让他的儿子为队员缓解了病痛。队长让刘栋（亓亮饰）带病人就医，但是钱不够，只得卖藏羚羊皮。而后食物和汽油又短缺，队长只得放了马占林一伙。马占林声称自己太老走不出去了（后来事实证明一大批犯人死亡），队长却告诉他“那是他的命”，但仍用藏语祝他“一路平安，长命百岁”。后来另一辆车报废，队长只得丢下三名队员等刘栋来救。路上尕玉问队长他们是否卖藏羚羊皮，队长承认“大部分上缴”，“经费都自己解决”。
刘栋向他的三陪女友借了钱去救队友，女友带着担心和伤心走了，刘栋拿着女友的钱，却被可可西里的流沙吞没。日泰和尕玉翻过雪山，却被偷猎者的枪手包围。马占林向日泰介绍他的老板，说他是一个“很好的人”（试图缓和气氛），但日泰却说他希望“枪留下，人跟我走”。老板嘲笑他，他挥拳把老板打翻在地，却被老板像杀藏羚羊般杀死。马占林告诉老板尕玉“不是日泰的人”，还告诉尕玉顺着他们的脚印可以上公路。最后马占林站在日泰身边，看着他好一会儿才离开。
影片在日泰的天葬仪式中结束。尕玉写了报道，促使政府建立国家保护区，藏羚羊数目开始回升。希望通过藏羚羊的真实故事唤起大家更多的保护大自然保护地球的共识。

## 奖项
- 第41届金马奖
  - 最佳影片
  - 最佳摄影:曹郁
  - 最佳导演提名
  - 最佳男主角提名:多布杰
  - 最佳原创剧本提名:陆川
- 第25届香港電影金像獎
  - 最佳亞洲電影
- 2004东京国际电影节
  - Special Jury Prize
  - Grand Prix (提名)
- 2005金鸡奖
  - 最佳影片(与《太行山上》分享)
- 2005柏林电影节
  - Don Quixote Award
- 2005圣丹斯电影节
  - Grand Jury Prize (提名)
- 2005华表奖
  - 最佳影片
  - 最佳导演